# Wydawnictwo Książkowe Klimaty
Wydawnictwo Książkowe Klimaty – polskie wydawnictwo założone przez Tomasza Zaroda w 2013 roku we Wrocławiu. 

## Opis
Publikuje współczesną prozę europejską pisarzy i pisarek pochodzących przede wszystkim z południowej części kontynentu. Jego celem jest przybliżenie polskim czytelnikom literatury z krajów niewiele oddalonych pod względem geograficznym, która jednak wciąż pozostaje w cieniu. Odkrywa literacki potencjał w miejscach na mapie Europy słynących z innych dziedzin kultury. Wydawnictwo nie ogranicza się tylko do literatury zagranicznej – wydaje również nowatorskie publikacje polskich autorów i autorek.
Serie wydawnicze: Czeskie Klimaty, Greckie Klimaty, Słowackie Klimaty, Rumuńskie Klimaty, Bułgarskie Klimaty, Tureckie Klimaty, Bałkańskie Klimaty, Węgierskie Klimaty, Irańskie Klimaty. 
Do pisarzy i pisarek wydanych przez Książkowe Klimaty należą m.in.: Saša Stanišić, Verena Kessler, Denisa Fulmeková, Henry Roth, Arto Paasilinna, Patrick Leigh Fermor, Jaroslav Rudiš, Karel Čapek, Tatiana Țîbuleac, Złatko Enew, Behrouz Boochani, Mihail Sebastian, Radka Denemarková, Antonis Georgiou, Max Blecher, Ján Púček, Burhan Sönmez oraz Bartosz Sadulski, Jakub Korhauser, Maciek Bielawski, Weronika Gogola.
W 2023 „Literatura na Świecie” nagrodziła wydawnictwo w kategorii „Inicjatywa Wydawnicza” za serię „Czeskie Klimaty”.

## Nagrody
- Literacka Nagroda Europy Środkowej „Angelus” 2014 dla autora Pavola Rankova i tłumacza Tomasza Grabińskiego oraz Nagroda Publiczności im. Natalii Gorbaniewskiej za „Zdarzyło się pierwszego września (albo kiedy indziej)”;
- Literacka Nagroda Europy Środkowej „Angelus” 2016 dla autora Varujana Vosganiana i tłumaczki Joanny Kornaś–Warwas oraz Nagroda Czytelników im. Natalii Gorbaniewskiej za „Księgę szeptów”;
- Nagroda Kulturalna „Warto” dla Bartosza Sadulskiego za „tarapaty” (2016);
- Nagroda Czytelników im. Natalii Gorbaniewskiej dla Andrei Tompy za „Dom kata” (2017);
- Nagroda główna Ambasador Nowej Europy dla Ece Temelkuran za „Turcja. Obłęd i melancholia” (2017);
- Nagroda ArtRage za rok 2017 dla Weroniki Gogoli za „Po trochu”;
- Nagroda Międzynarodowego Festiwalu Literatury im. Josepha Conrada dla Weroniki Gogoli za „Po trochu” (2017);
- Nagroda Lew Hieronima dla wydawnictwa Książkowych Klimatów (2017);
- Nagroda Literacka „Znaczenia” dla Jakuba Kornhausera za „Premie górskie najwyższej kategorii” (2021);
- Nagroda Fundacji im. Kościelskich dla Bartosza Sadulskiego za „Rzeszot” (2022);
- Nagroda „Literatury na świecie” za rok 2022 dla serii „Czeskie Klimaty” w kategorii „Inicjatywa Wydawnicza”
- Nagroda „Ambasadora Nowej Europy” dla powieści „Ostatnia podróż Winterberga” (2023) Jaroslava Rudiša;
- Literacka Nagroda Europy Środkowej „Angelus” 2023 dla autora Sašy Stanišićia za powieść „Skąd" oraz nagroda za przekład książki z języka niemieckiego dla Małgorzaty Gralińskiej;
- Nagroda Czytelników im. Natalii Gorbaniewskiej dla Tatiana Țîbuleac za "Szklany ogród" (2023).

## Nominacje
- Nagroda Literacka „Nike” dla Weroniki Gogoli za „Po trochu” (2018) i Bartosza Sadulskiego za „Rzeszot” (2022);
- Nagroda Literacka dla Autorki Gryfia dla Weroniki Gogoli za „Po trochu” (2018);
- Nagroda Literacka Gdynia w kategorii Przekład na język polski dla Agaty Wróbel za przekład powieści Anny Bolavej „W ciemność” (2018);
- Nagroda Literacka Gdynia w kategorii Esej dla Jakuba Kornhausera za „Premie górskie najwyższej kategorii” (2021);
- Literacka Nagroda Europy Środkowej „Angelus” dla: Martin Šmaus za „Dziewczynko, roznieć ogienek” (2014), Andrei Tompy za „Dom kata” (2017), Weroniki Gogoli za „Po trochu” (2018), Antonina Bajaía za „Nad piękną, modrą Dřevnicą” (2018), Jaroslava Rudiša za „Ostatnią podróż Winterberga” (2022).